# Medaille für die Bekämpfung der Hochwasserkatastrophe im Juli 1954
Die Medaille für die Bekämpfung der Hochwasserkatastrophe im Juli 1954 war eine staatliche Auszeichnung  der Deutschen Demokratischen Republik (DDR), welche in Form einer tragbaren Medaille verliehen wurde.

## Geschichte
Die Medaille wurde am 5. August 1954 nach der im Juli herrschenden Hochwasserkatastrophe in Sachsen im Erzgebirge sowie im Elstergebirge gestiftet. Ihre Verleihung erfolgte einmalig für den selbstlosen Einsatz sowie beispielhafter und aufopferungsvolle Arbeit bei der Hochwasserbekämpfung sowie bei der anschließenden Schadensbeseitigung.

## Aussehen und Tragweise
Die bronzene Medaille mit einem Durchmesser von 35 mm zeigte auf ihrem Avers die erhaben geprägte Darstellung einer Helfenden Hand, die eine andere aus den Fluten zieht. Links davon ist ein kleiner gebogener Lorbeerzweig dargestellt. Das Revers der Medaille zeigt dagegen die siebenzeilige Inschrift: FÜR / SELBSTLOSEN / EINSATZ / BEIM / HOCHWASSER / JULI / 1954. Getragen wurde die Medaille an der linken oberen Brustseite an einer 27 × 12 mm breiten dunkelblauen Spange, in welcher senkrecht zwei 3 mm breite rote Randstreifen eingewebt waren.